# Капальбио
Капальбио (итал. Capalbio) — коммуна в Италии, располагается в регионе Тоскана, в провинции Гроссето.
Население составляет 4079 человек (2008 г.), плотность населения составляет 29 чел./км². Занимает площадь 109 км². Почтовый индекс — 58011. Телефонный код — 0564.
Покровителем коммуны почитается святой Бернардин Сиенский, празднование 20 мая.

## Демография
Динамика населения:

## Администрация коммуны
- Официальный сайт: http://www.comune.capalbio.gr.it/